# Vitalité urbaine
La vitalité urbaine est la qualité des espaces urbains qui sont capables d'attirer des personnes hétérogènes pour différentes activités à des horaires variés. Les zones de la ville avec une forte vitalité sont perçues comme vivantes, animées ou vibrantes et ont tendance à attirer les gens pour y mener leurs activités, se promener ou rester. En revanche, les zones de faible vitalité repoussent les personnes et peuvent être perçues comme dangereuses,.
L'indice de vitalité urbaine est une mesure de cette qualité et ces dernières années, il est devenu un outil essentiel pour la planification des politiques urbaines, en particulier pour l'intervention dans les espaces à faible vitalité. De plus, il est utilisé pour une gestion adéquate des espaces à forte vitalité, car le succès de certaines zones peut entraîner des processus de gentrification et de touristification qui, paradoxalement, finissent par réduire la vitalité qui les a rendus populaires.
Le concept de vitalité urbaine est basé sur les contributions de Jane Jacobs, en particulier dans son œuvre la plus influente, Déclin et survie des grandes villes américaines. Jacobs a critiqué dans les années 1960 l'architecture moderne et rationaliste défendue par Robert Moses ou Le Corbusier, qui plaçait la voiture privée au centre. Elle a argumenté que ces types de planification urbaine négligeaient et simplifiaient excessivement la complexité de la vie humaine. Elle s'est opposée aux programmes de rénovation urbaine à grande échelle qui ont affecté des quartiers entiers et ont construit des voies à grande capacité à travers les centres-villes. Au contraire, elle a plaidé en faveur d'un développement dense à usage mixte et de rues piétonnes, avec des « yeux dans la rue » des passants eux-mêmes, qui aident à maintenir l'ordre public.
De nos jours, le concept de vitalité urbaine met en valeur l'urbanisme méditerranéen et son histoire, dans lequel l'espace public, la piétonnisation et les places occupent un lieu prépondérante en tant que centres d'interaction et de cohésion sociale, s'opposant ainsi à l'urbanisme anglo-saxon axé sur de grandes infrastructures urbaines, de longues distances et centré sur la voiture,,.

## Conditions pour une forte vitalité urbaine
La vitalité urbaine peut être quantifiée grâce à l'analyse des éléments qui la déterminent. Parmi ceux-ci, on trouve :
- Diversité des utilisations de l'espace qui peuvent attirer différents types de personnes pour des activités variées et à des heures différentes, de sorte que l'espace soit constamment occupé, améliorant ainsi sa sécurité.
- Opportunités de contacts personnels avec des blocs, des îlots urbains et des espaces ouverts qui ne sont pas trop grands, car cela réduit le nombre d'intersections et d'interactions sociales possibles.
- Diversité des bâtiments avec des caractéristiques et des âges variés, permettant à des personnes ayant des capacités d'achat différentes de vivre dans toutes les zones de la ville, évitant ainsi la formation de ghettos.
- Haute densité de population, les zones résidentielles étant essentielles pour attirer d'autres types d'activités.
- Accessibilité pour toutes les personnes sans dépendre des transports privés, la marche étant la plus importante car elle est la plus démocratique, durable et économique, suivie du vélo et des transports en commun.
- Distance par rapport aux éléments de frontière tels que les grands bâtiments, les rocades, les voies ferrées en surface ou les grands parcs urbains, qui découragent l'utilisation de la rue.